# Мепробамат
Мепробамат — лекарственное средство группы анксиолитиков (транквилизаторов).

## Свойства
Белый кристаллический порошок. Малорастворим в воде, легко растворяется в спирте.

## Общие сведения
Мепротан (мепробамат) считается родоначальником транквилизаторов («малых» транквилизаторов). Был синтезирован при поиске центральных миорелаксантов. Первым препаратом этой группы был 3-(орто-толокси)-1,2 пропандиол, или мианезин (синонимы: Mephenesin, Tolserol и др.), однако в связи с коротким сроком действия, малой эффективностью при приёме внутрь и относительно высокой токсичностью потерял значение как лекарственное средство.
Мепротан оказался более активным, эффективным при приёме внутрь и значительно менее токсичным. Наряду с миорелаксирующим действием, связанным с торможением передачи возбуждения в области вставочных нейронов спинного мозга, таламуса и гипоталамуса, он оказывает общее успокаивающее действие на ЦНС, усиливает эффект снотворных и обезболивающих средств, обладает противосудорожной активностью.
На вегетативный отдел нервной системы мепротан выраженного влияния не оказывает; непосредственно не действует на сердечно-сосудистую систему, дыхание, гладкие мышцы; несколько понижает температуру тела.
Мепротан эффективен как успокаивающее средство главным образом при неврозах и неврозоподобных состояниях и нашёл широкое применение в медицинской практике.
Применяют мепротан при неврозах и неврозоподобных состояниях, протекающих с раздражительностью, возбуждением, тревогой, страхом, аффективной напряженностью, нарушениями сна, при психоневротических состояниях, связанных с тяжелыми соматическими заболеваниями, а также при заболеваниях, сопровождающихся повышенным мышечным тонусом, при болезнях суставов со спазмами мышц.
В психиатрической практике при острых психотических состояниях с продуктивными психопатологическими расстройствами мепротан неэффективен.
Как успокаивающее средство может оказывать благоприятный эффект при вегетативных дистониях, предменструальном симптомокомплексе, климаксе, начальных формах гипертонической болезни, язвенной болезни желудка, кожном зуде и др. При нарушениях сна мепротан можно применять самостоятельно и в сочетании со снотворными средствами.
В хирургической практике мепротан используют при подготовке к оперативным вмешательствам для уменьшения чувства страха перед операцией, для некоторого понижения мышечного напряжения.
Назначают внутрь (после еды) в таблетках в дозе 0,2—0,4 г на прием 2—3 раза в день. Суточная доза при необходимости может быть увеличена до 2—3 г. При бессоннице принимают 0,2—0,4—0,6 г перед сном.
Высшие дозы для взрослых внутрь: разовая 0,8 г, суточная 3 г.
Детям препарат назначают в меньших дозах: в возрасте 3—8 лет — по 0,1—0,2 г 2—3 раза в день, 8—14 лет — по 0,2 г 2—3 раза в день. Курс лечения продолжается в среднем 1—2 мес. При прекращении лечения дозу следует уменьшать постепенно, так как внезапная отмена препарата может привести к возобновлению страха, бессонницы и др.
Мепротан, как правило, хорошо переносится. В единичных случаях могут наблюдаться аллергические (кожные высыпания и др.) и диспепсические явления, повышенная сонливость, чувство тяжести в конечностях, нарушение координации движений. Эти явления обычно проходят через 1—2 дня после отмены препарата.
Лица, принимающие мепротан, не должны допускаться к вождению транспорта и выполнению другой работы, требующей быстрых психической и двигательной реакций.
В отдельных случаях при приёме мепротана наблюдается эйфория. Имеются сообщения о возможности привыкания к препарату и развития психологической зависимости. Лечение мепротаном должно проходить под наблюдением врача.